# Technische Glaswerke Ilmenau

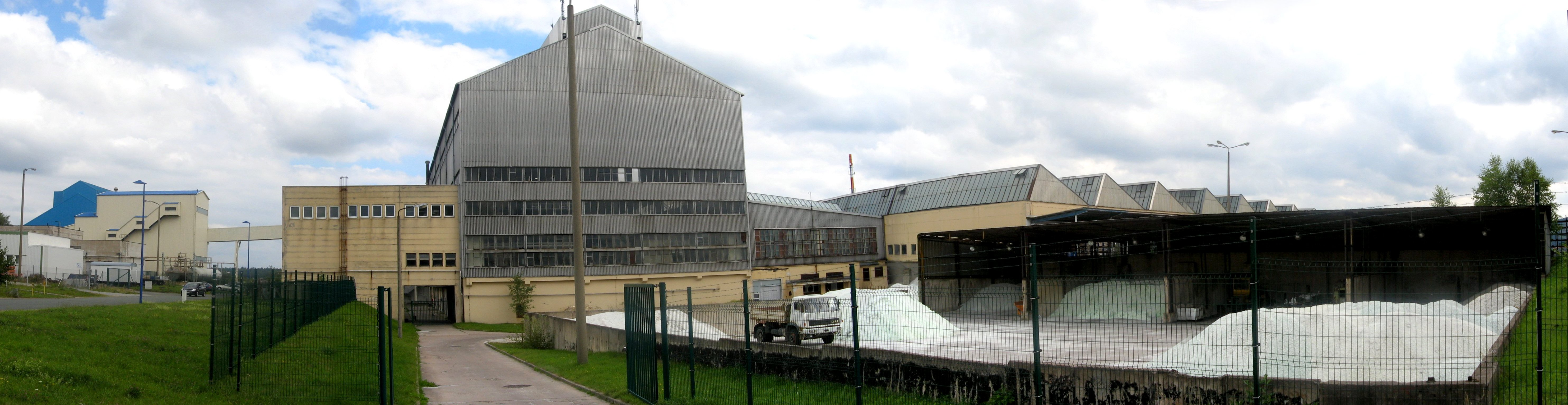
Werksansicht

Die Technischen Glaswerke Ilmenau GmbH (TGI) waren ein Hersteller von Labortechnik aus Glas mit etwa 225 Mitarbeitern. Sitz des 1994 gegründeten Unternehmens war Ilmenau (Thüringen). 2014 wurde ihre Insolvenz festgestellt.
Die TGI waren das größte Unternehmen im sekundären Wirtschaftssektor (produzierendes Gewerbe) in Ilmenau.

## Produktion
Hergestellte Produkte waren Rohrglas, Glasstäbe und -kapillaren (etwa 30 %), Hauswirtschaftsglas (etwa 30 %), Laborglasprodukte (etwa 25 %), Sicherheitsschaugläser und Beleuchtungsglas (etwa 15 %). Diese wurden aus Borosilikatglas und Kalk-Natron-Glas gefertigt, und in drei vollelektrisch betriebenen Schmelzwannen erschmolzen, während eine weitere Glasschmelzwanne seit 2010 außer Betrieb war. Eine Spezialität war das manuelle Herstellverfahren von Borosilikatprodukten; es konnten spezielle Produkte nach Kundenwunsch – auch in kleineren Stückgrößen – hergestellt werden.
Geschützte Marken, deren Rechte beim Unternehmen lagen, sind die zu DDR-Zeiten entstandenen Waren- bzw. Werkstoffbezeichnungen Ilmabor, Ilmadur und Ilmatherm.
Etwa 30 % der Erzeugnisse wurden in Deutschland verkauft und etwa 70 % gingen in den Export.

## Geschichte
Die Geschichte der Glasherstellung in Ilmenau reicht bis ins 19. Jahrhundert zurück. Die TGI hatten im Wesentlichen drei Vorgängerunternehmen und zwar die 1852 gegründete Sophienhütte, die sich mit der Glaserzeugung beschäftigte, sowie die Thüringische Glasinstrumentenfabrik Alt, Eberhardt & Jäger (gegründet 1872, Weiterverarbeitung des Rohglases zu Thermometern und anderen Glasinstrumenten), die 1969 im VEB Werk für Technisches Glas Ilmenau – Stammbetrieb des VEB Kombinat Technisches Glas Ilmenau verschmolzen wurden. Nach der politischen Wende in der DDR wurde dieser VEB im Juni 1990 in eine GmbH mit der Firmenbezeichnung Ilmenauer Glaswerke GmbH umgewandelt. Dies war eine Treuhandtochter unter dem Dach der damals geschaffenen Holding Glasring Thüringen AG, wobei viele der etwa 13.000 Mitarbeiter des ehemaligen Kombinates ihren Arbeitsplatz verloren.
1994 gründete Karl-Albrecht Geiß die Firma Technische Glaswerke Ilmenau GmbH, hier im Folgenden TGI genannt. Diese übernahm die Kernbereiche der inzwischen liquidierten Ilmenauer Glaswerke GmbH. Damit stellt TGI einen Nachfolger im historischen Sinn dar. Sie war jedoch kein Rechtsnachfolger der Ilmenauer Glaswerke GmbH.
Ende 2006 trat die Beteiligungsgesellschaft MEP Management + Equity Partners AG aus Hamburg als Mehrheitsgesellschafter mit einer Beteiligung von 76 % ein. Am 30. Oktober 2008 wurde die zweijährige Investitionsphase, bei der vier neue Schmelzwannen und moderne Maschinen- und Automatisierungsanlagen aufgebaut wurden, abgeschlossen. 2013 war zwischen etwa 180 Mitarbeitern und der Gesellschaft ein Rechtsstreit vor dem Landesarbeitsgericht Erfurt über die Gewährung einer Gewinnbeteiligung für 2010 in einem Volumen von etwa € 480.000 anhängig, welche die Geschäftsleitung bestritten hatte. Diesem Rechtsstreit lag die für das Kalenderjahr 2010 veröffentlichte Bilanz zugrunde, die einen Gewinn ausgewiesen hat, dessen Interpretation zwischen den Parteien streitig war. Am 9. Mai 2014 eröffnete das Amtsgericht Erfurt das vorläufige Insolvenzverfahren über das Vermögen der TGI (vgl. Thüringer Allgemeine vom 12. Mai 2014). In diesem Zusammenhang lief gegen den Geschäftsführer Hartmut Kainer, Ehemann von Marita Meyer-Kainer und zugleich Sprecher des Vorstands der MEP AG und deren Hauptgesellschafter, ein Ermittlungsverfahren wegen des Verdachtes der Insolvenzverschleppung und Untreue. Das Verfahren wurde mittlerweile eingestellt. Das endgültige Insolvenzverfahren wurde vom Amtsgericht Erfurt wegen Überschuldung am 1. Juni 2014 zur Geschäftsnummer 172 IN 190/14 eröffnet. Die Auflösung der Gesellschaft wurde am 30. Juni 2014 in das Handelsregister des Amtsgerichtes Jena unter HRB 303358 eingetragen.
Die Nachfolgerfirma Ilmaborglass GmbH legte den Betrieb Ende 2015 still.

## Produkt-Galerie

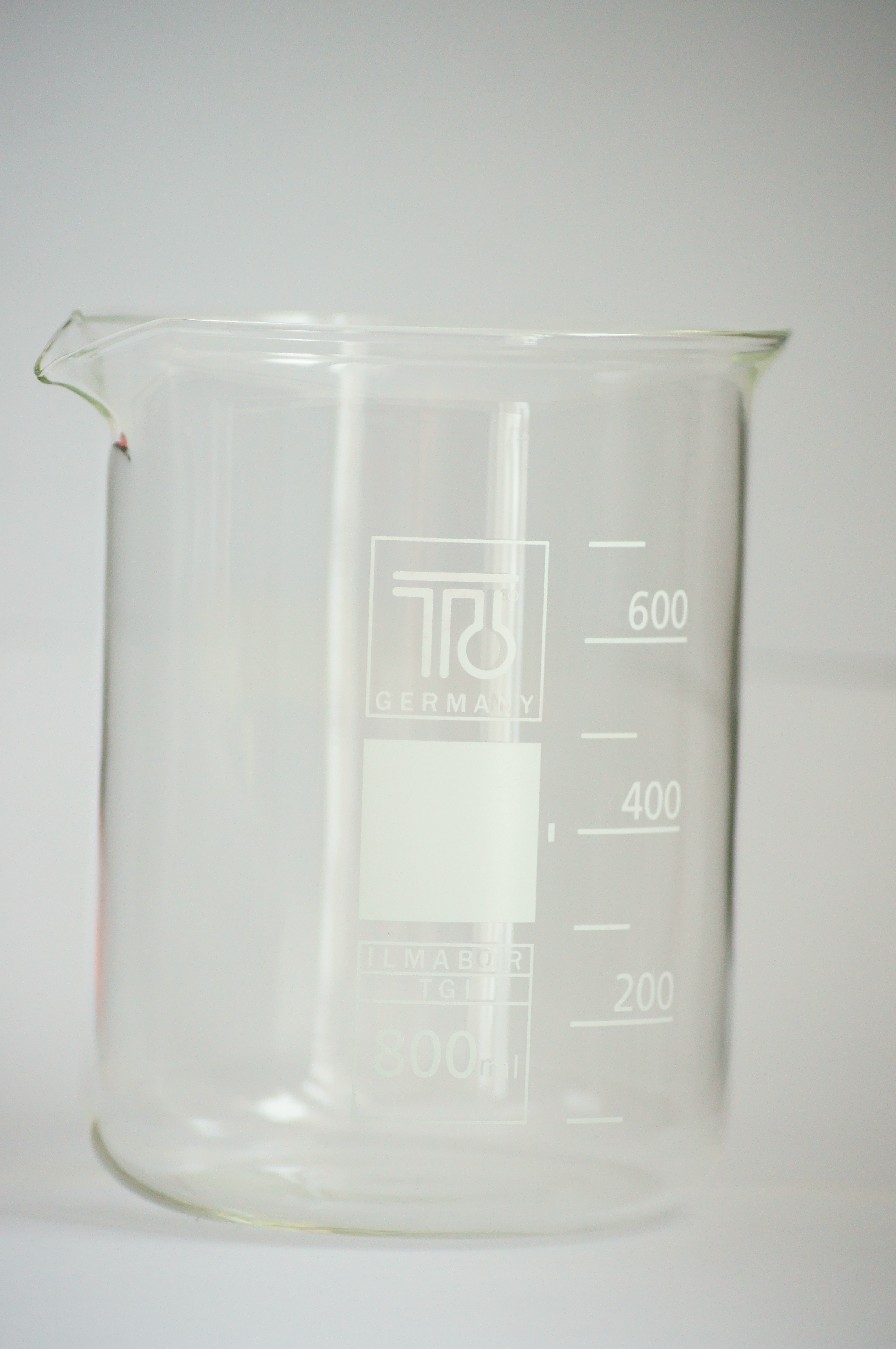
800 ml Becher, niedrige Form
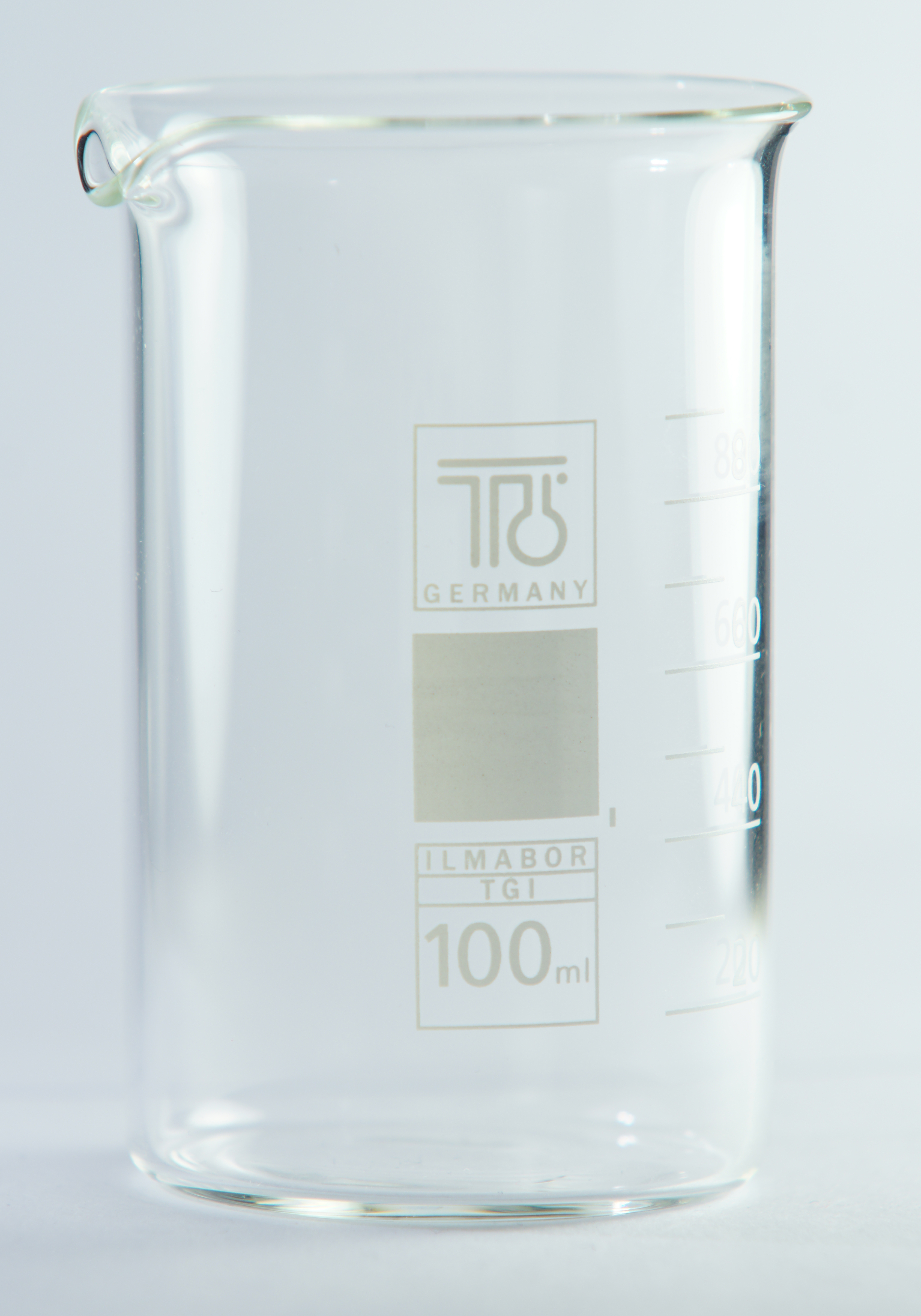
100 ml Becher, niedrige Form
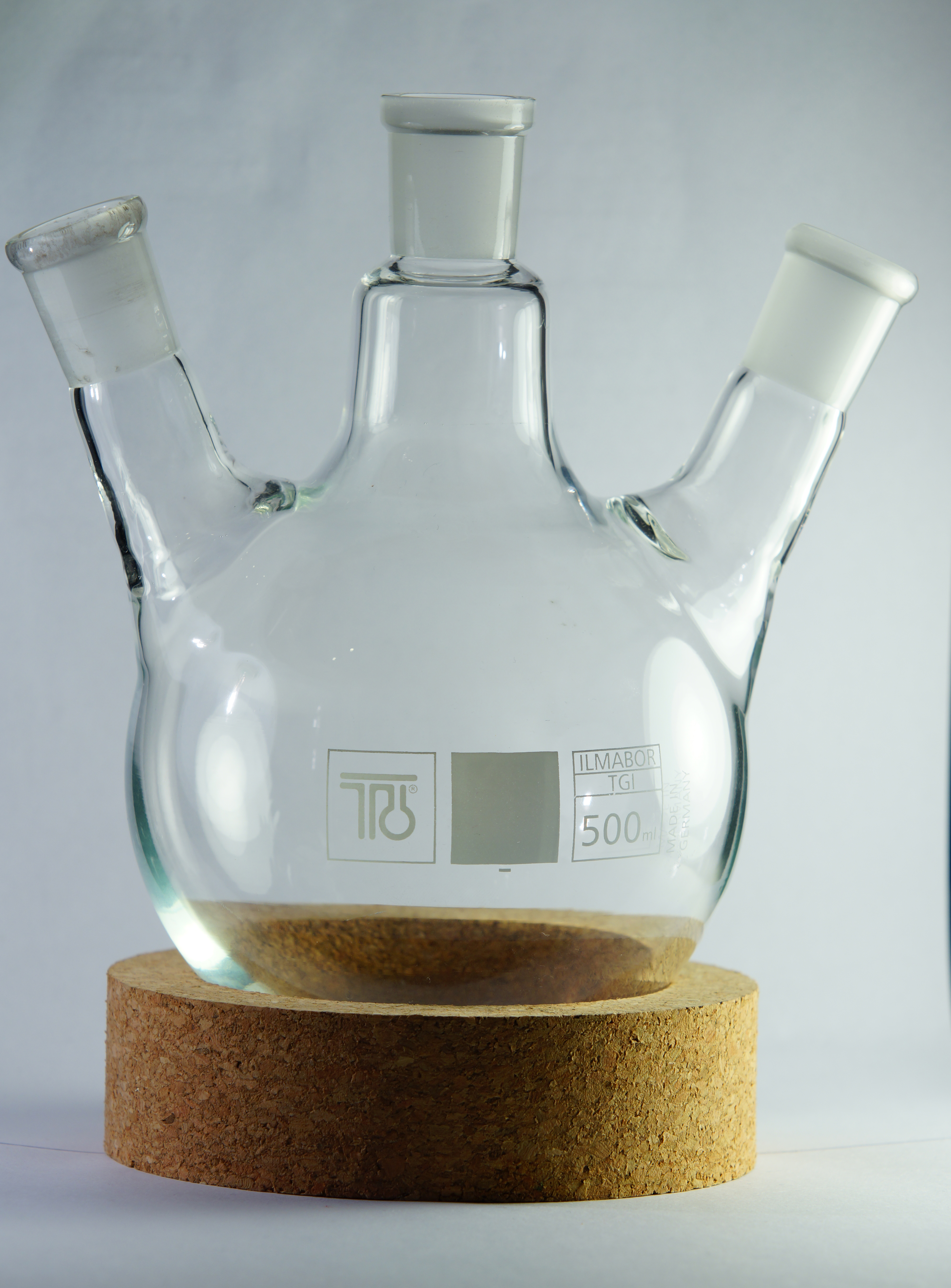
500 ml Destillationskolben, mit drei Hälsen
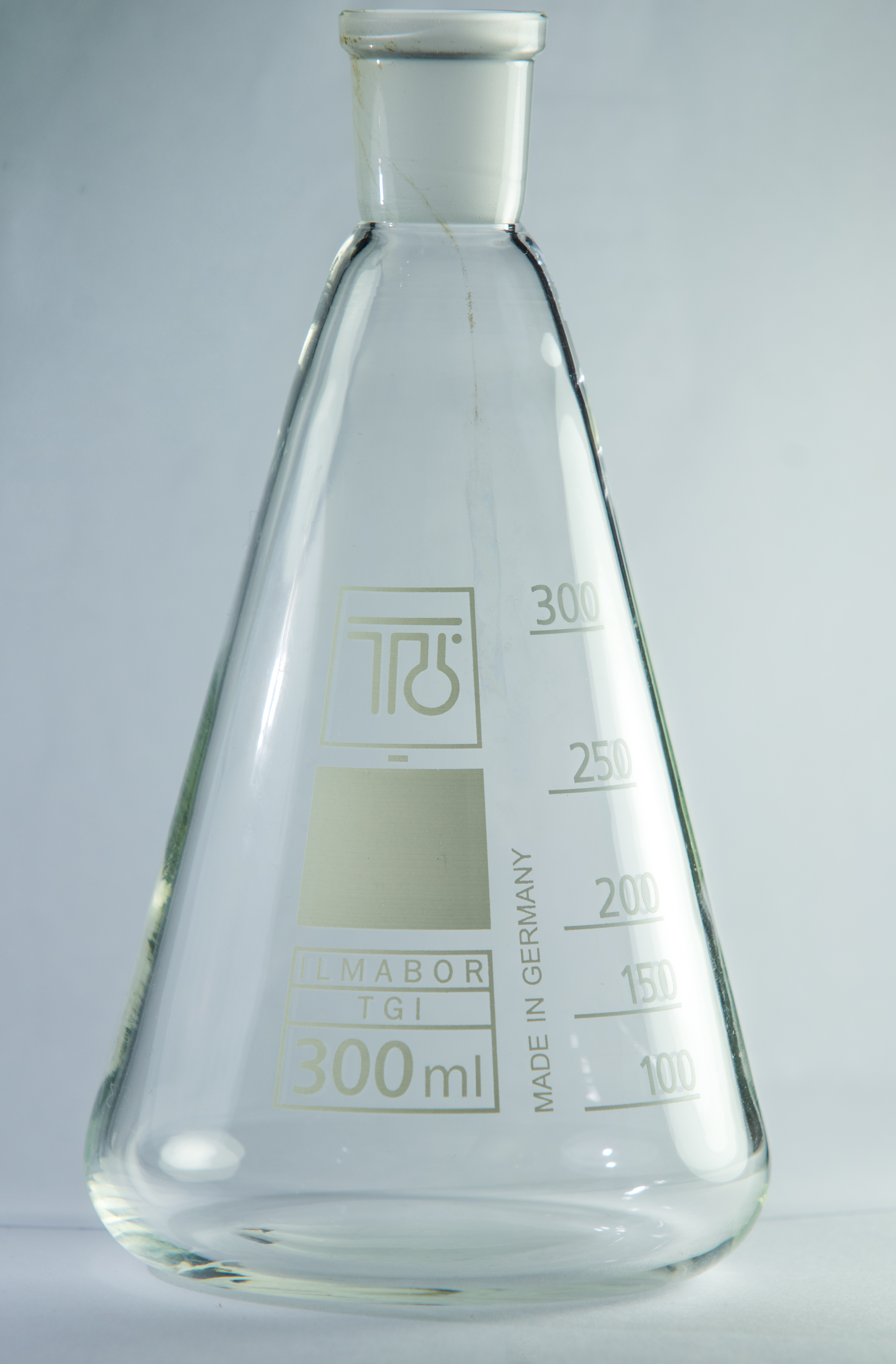
300 ml Erlenmeyerkolben, mit Normschliff